# Helmut Anschütz
Helmut Anschütz (* 13. Juli 1932 in Dresden; † 8. Oktober 2016) war ein deutscher Degenfechter. Als Mitglied der Herrendegen-Nationalmannschaft nahm er an den Olympischen Spielen 1960 in Rom teil. Er focht beim Aachener Fechtclub.

## Erfolge
Bei den Olympischen Sommerspielen 1960 belegte Anschütz zusammen mit Paul Gnaier, Fritz Zimmermann, Dieter Fänger, Georg Neuber und Walter Köstner den geteilten fünften Platz, nachdem sie im Viertelfinale gegen die Sowjetunion verloren hatten. 1961 wurde er sechster bei den Studentenweltmeisterschaften in Sofia.
Sein Bruder Klaus Anschütz war ebenfalls aktiver Fechter und langjähriger Vorstand des Vereins Fechtsport Gummersbach.